# سلمان پاک (شهر)
سلمان پاک (عربی: سلمان باك) شهری در جنوب بغداد پایتخت کشور عراق است. این شهر در نزدیکی شبه‌جزیره‌ای که با گسترش یک خم رود دجله به سمت شرق پدید آمده قرار دارد.
این شهر به مجموعه سلمان پاک که در زمان صدام حسین محل تولید جنگ‌افزارهای بیولوژیک و شیمیایی نزدیک است. این مجموعه دارای زمین‌های تمرین نیروهای امنیتی عراق برای هدایت نیروهای عملیات ویژه بود.

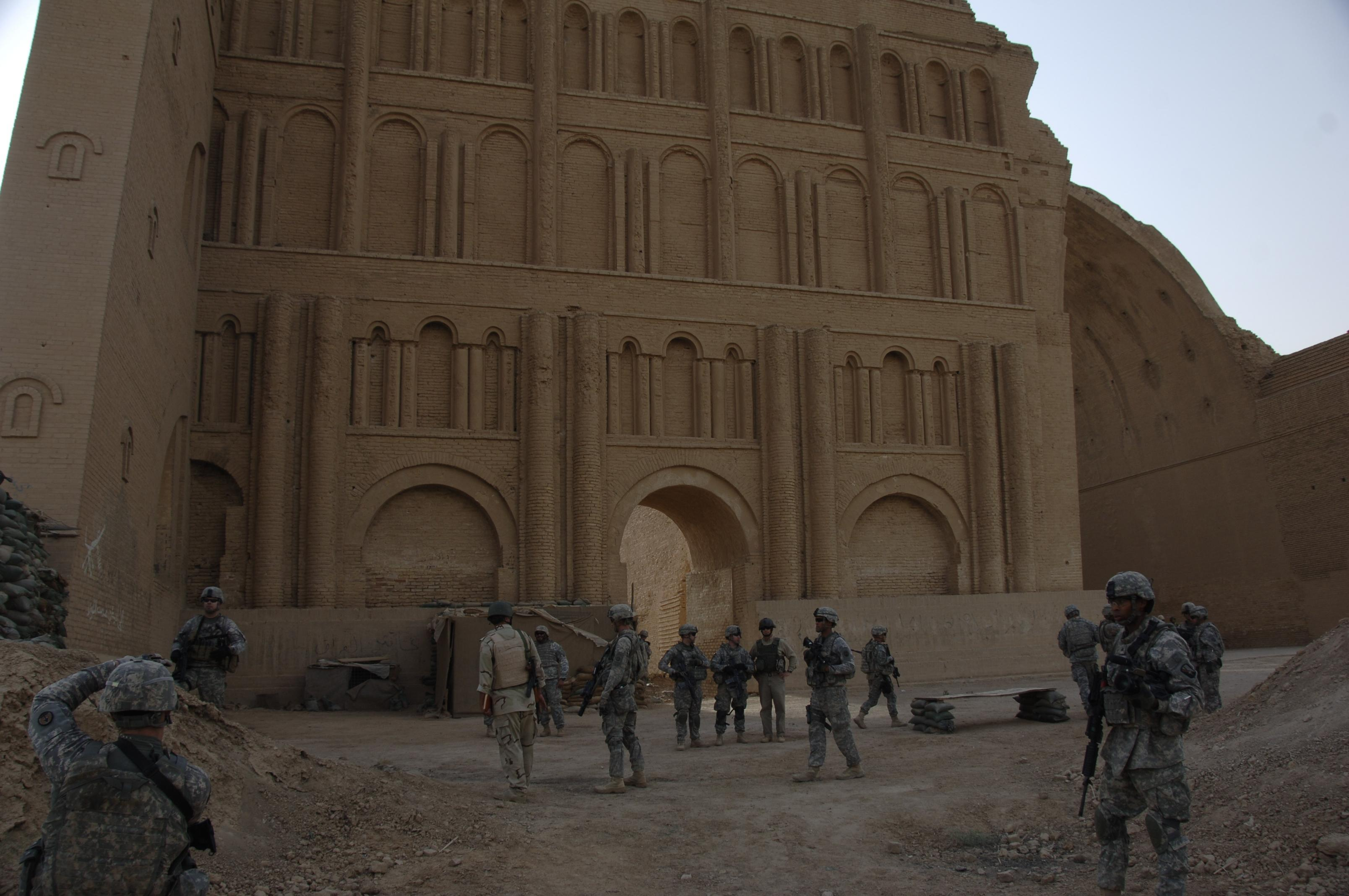
نیروهای آمریکایی در اطراف طاق کسری

## تاریخچه
این شهر از زمان کلان‌شهر مدائن در تیسفون در سلوکیه پیدایش یافته است.
پس از بازسازی آرامگاه سلمان فارسی صحابه محمد پیامبر اسلام توسط سلطان مراد چهارم امپراتوری عثمانی در سده نوزدهم میلادی در اطراف آرامگاه و در محدوده تاریخی مدائن گسترش یافته است.